# Східне Дегуніно
Східне Дегуніно — район і відповідне йому однойменне внутрішньоміське муніципальне утворення в Москві (Росія). Район входить у Північний адміністративний округ.
Серед районів Москви Східне Дегуніно займає 4-е місце за щільністю населення, проте, на його території немає жодної станції метро.